# Pomnik Ofiar Katynia w Krośnie
Pomnik Ofiar Katynia w Krośnie został poświęcony ponad 70 osobom pochodzącym z powiatu krośnieńskiego, które zginęły w obozach sowieckich w Katyniu, Charkowie, Miednoje i Twerze w roku 1940.

## Lokalizacja
Pomnik katyński został wzniesiony przed budynkiem starostwa powiatowego w Krośnie. Pomnik zaprojektował Krzysztof Habrat, a tablicę wykonał Andrzej Samborowski-Zajdel. Uroczyste odsłonięcie pomnika odbyło się 29 kwietnia 2010 r.

## Opis pomnika
Pomnik w kształcie kamiennego głazu z piaskowca postawiony został na betonowym fundamencie blokowym. Na pomniku widnieją dwie tablice: katyńska 1940 i poświęcona ofiarom katastrofy smoleńskiej 2010, umieszczona w 2011.
Na obelisku od frontu umieszczona została tablica z brązu z napisem:

"Ofiarom 
 sowieckiej zbrodni 
 1940 Katyń Charków Twer Miednoje 
 Pamiętamy Społeczeństwo Powiatu Krośnieńskiego 
 Kwiecień 2010"

{{Cytat}} Linki zewnętrzne: "źródło".
Na tablicy poświęconej ofiarom katastrofy smoleńskiej 2010 znajduje się napis:

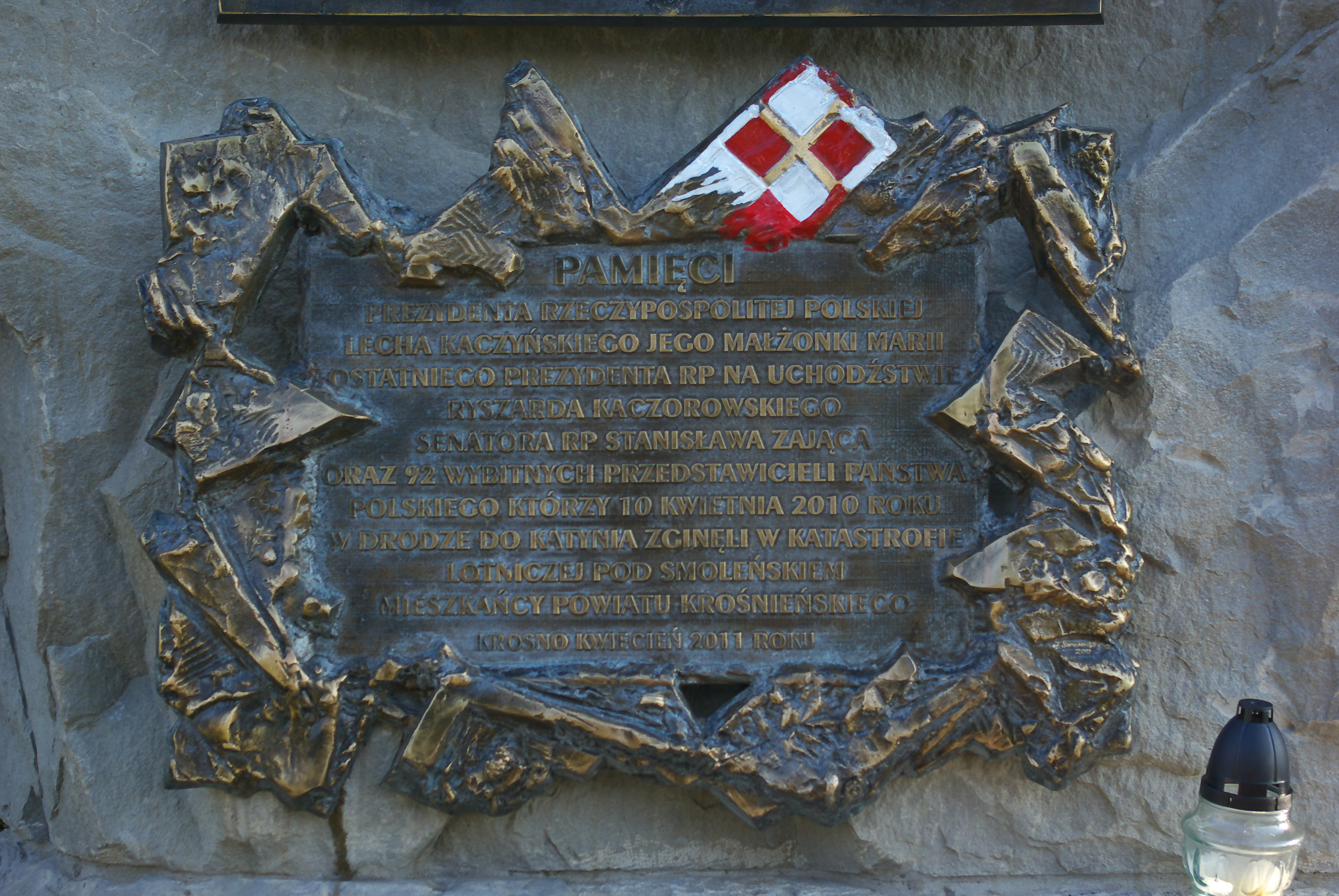